# Да Силва, Тристан
Тристан да Силва (нем. Tristan da Silva; род. 15 мая 2001, Мюнхен) — немецкий профессиональный баскетболист бразилького происхождения клуба НБА «Орландо Мэджик».

## Ранние годы
Да Силва родился и вырос в Мюнхене в семье бразильца и немки. В 2019 году он играл одновременно за «Швабинг» в региональной лиге Германии и за «Международную баскетбольную академию Мюнхена» в НББЛ. В 12 играх с «Международной баскетбольной академией Мюнхена» да Силва лидировал в команде по результативности, набирая 16,9 очков за игру при 53,2 процентах попаданий.
Да Силва пообещал играть в студенческий баскетбол в США за команду «Колорадо» в разгар COVID-19.

## Карьера в колледже
Да Силва сыграл в 24 играх и в среднем набирал 2,7 очка и делал 1 подбор за игру во время своего первого сезона в «Колорадо». Он стал игроком стартового состава, начиная со второго сезона, и в среднем набирал 9,4 очка и делал 3,5 подбора за 31 сыгранную игру.
Да Силва был включён в первой сборную конференции Pac-12 в качестве юниора, набирая в среднем 15,9 очков, 4,8 подборов и 1,3 перехвата за игру. В 2023 году Да Силва подал заявку на драфт НБА, но в итоге вернулся в «Колорадо» на свой последний сезон. В своём последнем сезоне в «Колорадо» Да Силва набирал в среднем 16,0 очков, 5,1 подборов и 2,4 передачи за игру, при этом реализовывая 39,5% трёхочковых бросков из 4,8 попыток за игру. Он был включён во вторую сборную конференции Pac-12.
Несмотря на то, что у него оставалось право на поступление в колледж, 29 апреля 2024 года да Силва подал заявку на драфт НБА.

## Профессиональная карьера

### Орландо Мэджик (2024—н.в.)
26 июня 2024 года да Силва был выбран под 18-м номером командой «Орландо Мэджик» на драфте НБА 2024 года. Он присоединился к своим товарищам по колледжу Коди Уильямсу и Кей Джей Симпсону, став одной из трёх студенческих команд, которые могут похвастаться как минимум тремя выборами на драфте 2024 года. 6 июля он подписал контракт с «Мэджик».
Да Силва дебютировал в НБА 23 октября 2024 года в победном матче против «Майами Хит» (116:97).

## Личная жизнь
Старший брат Да Силвы, Оскар, играл в баскетбол за «Стэнфорд», а в настоящее время профессионально играет за «Баварию». Их отец был профессиональным боксёром до иммиграции в Германию в 1990-х годах и владеет бразильским рестораном в Мюнхене. Тристан говорит на пяти языках: немецком, португальском, испанском, французском и английском.
Хотя он был выбран командой «Орландо Мэджик», его любимой командой в детстве был «Лос-Анджелес Лейкерс». Его любимый игрок — Лука Дончич. Он любит музыку, актёрское мастерство и футбол. Он даже хорошо играл на трубе, как профессиональный музыкант. Имея двойное гражданство (немецкое и бразильское), Тристан все ещё может выбрать, представлять ли ему любую страну в играх ФИБА.

## Статистика

### Статистика в НБА
| Сезон                                                                                    | Команда | Регулярный сезон | Регулярный сезон | Регулярный сезон | Регулярный сезон | Регулярный сезон | Регулярный сезон | Регулярный сезон | Регулярный сезон | Регулярный сезон | Регулярный сезон | Регулярный сезон | Серия плей-офф | Серия плей-офф | Серия плей-офф | Серия плей-офф | Серия плей-офф | Серия плей-офф | Серия плей-офф | Серия плей-офф | Серия плей-офф | Серия плей-офф | Серия плей-офф |
| Сезон                                                                                    | Команда | GP               | GS               | MPG              | FG%              | 3P%              | FT%              | RPG              | APG              | SPG              | BPG              | PPG              | GP             | GS             | MPG            | FG%            | 3P%            | FT%            | RPG            | APG            | SPG            | BPG            | PPG            |
| ---------------------------------------------------------------------------------------- | ------- | ---------------- | ---------------- | ---------------- | ---------------- | ---------------- | ---------------- | ---------------- | ---------------- | ---------------- | ---------------- | ---------------- | -------------- | -------------- | -------------- | -------------- | -------------- | -------------- | -------------- | -------------- | -------------- | -------------- | -------------- |
| 2024/25                                                                                  | Орландо | 74               | 38               | 22,0             | 41,2             | 33,5             | 87,3             | 3,3              | 1,5              | 0,4              | 0,2              | 7,2              | 2              | 0              | 2,5            | 0,0            | 0,0            | 0,0            | 2,0            | 0,5            | 0,0            | 0,0            | 0,0            |
|                                                                                          | Всего   | 74               | 38               | 22,0             | 41,2             | 33,5             | 87,3             | 3,3              | 1,5              | 0,4              | 0,2              | 7,2              | Не участвовал  | Не участвовал  | Не участвовал  | Не участвовал  | Не участвовал  | Не участвовал  | Не участвовал  | Не участвовал  | Не участвовал  | Не участвовал  | Не участвовал  |
| Наведите курсор мыши на аббревиатуры в заголовке таблицы, чтобы прочесть их расшифровку. |         |                  |                  |                  |                  |                  |                  |                  |                  |                  |                  |                  |                |                |                |                |                |                |                |                |                |                |                |

### Статистика в NCAA
| Сезон | Команда  | Conf   | Class | GP  | GS | MPG  | FG%  | 3P%  | FT%  | RPG | APG | SPG | BPG | PPG  |
| --- | -------- | ------ | ----- | --- | -- | ---- | ---- | ---- | ---- | --- | --- | --- | --- | ---- |
| 2020/21 | Колорадо | Pac-12 | FR    | 24  | 0  | 9,3  | 52,9 | 26,7 | 58,3 | 1,0 | 0,3 | 0,3 | 0,1 | 2,7  |
| 2021/22 | Колорадо | WCC    | SO    | 31  | 31 | 28,3 | 47,9 | 37,3 | 79,7 | 3,5 | 2,0 | 0,6 | 0,5 | 9,4  |
| 2022/23 | Колорадо | WCC    | JR    | 35  | 33 | 30,9 | 49,6 | 39,4 | 75,5 | 4,8 | 1,3 | 1,3 | 0,4 | 15,9 |
| 2023/24 | Колорадо | WCC    | SR    | 34  | 34 | 33,8 | 49,3 | 39,5 | 83,5 | 5,1 | 2,4 | 1,1 | 0,6 | 16,0 |
| Всего | Всего    | Всего  | Всего | 124 | 98 | 26,9 | 49,3 | 38,6 | 78,6 | 3,8 | 1,6 | 0,9 | 0,4 | 11,7 |
| Наведите курсор мыши на аббревиатуры в заголовке таблицы, чтобы прочесть их расшифровку Статистика приведена с сайта sports-reference.com |          |        |       |     |    |      |      |      |      |     |     |     |     |      |